# Cercyon cinctus
Cercyon cinctus är en skalbaggsart som beskrevs av Ales Smetana 1978. Cercyon cinctus ingår i släktet Cercyon och familjen palpbaggar. Inga underarter finns listade i Catalogue of Life.